# Mohamed Ameur
Mohamed Ameur, né le 1er novembre 1984 à Boufarik, est un athlète algérien, spécialiste de la marche athlétique.

## Biographie
Il remporte le titre du 20 km marche lors des championnats d'Afrique 2008, à Addis-Abeba, en établissant u nouveau record personnel en 1 h 22 min 55. Il obtient la médaille de bronze en 2012 et 2014.
Il se classe 48e des Jeux olympiques de 2008.

## Palmarès
| Date | Compétition            | Lieu        | Résultat | Épreuve       | Temps             |
| ---- | ---------------------- | ----------- | -------- | ------------- | ----------------- |
| 2007 | Jeux panarabes         | Le Caire    | 3e       | 20 000 marche | 1 h 43 min 35 s 8 |
| 2007 | Jeux africains         | Alger       | 3e       | 20 km marche  | 1 h 25 min 12     |
| 2008 | Championnats d'Afrique | Addis-Abeba | 1er      | 20 km marche  | 1 h 22 min 55     |
| 2008 | Jeux olympiques        | Pékin       | 48e      | 20 km marche  | 1 h 32 min 21 s   |
| 2012 | Championnats d'Afrique | Porto-Novo  | 3e       | 20 km marche  |                   |
| 2014 | Championnats d'Afrique | Marrakech   | 3e       | 20 km marche  | 1 h 27 min 48 s   |
| 2019 | Championnats panarabes | Le Caire    | 2e       | 20 km marche  | 1 h 25 min 37 s   |

### Records
| Épreuve      | Performance     | Lieu        | Date       |
| ------------ | --------------- | ----------- | ---------- |
| 20 km marche | 1 h 22 min 55 s | Addis-Abeba | 4 mai 2008 |